# Gustaf Gerdner
Gustaf Oskar Gerdner, ursprungligen Johansson, född 6 oktober 1875 i Borgstena församling i dåvarande Älvsborgs län, död 15 februari 1967 i Jönköping, var en svensk företagsledare.

## Uppväxt och yrkesgärning
Gustaf Gerdner växte upp i Gårdstorp Östergård i Borgstena, och var son till lantbrukare Johan A Johanson och Lovisa Gustavsdotter. Efter folkskola och yrkesskola blev det pappershandelspraktik. Han var delägare i firma Vilén & Johanson i Borås 1897–1907 och hade egen affär i Göteborg 1908. Han öppnade 1910 egen affär i Jönköping (ombud till AB G O Johanson 1922) och var direktör där.

## Andra uppdrag
Gustaf Gerdner hade också en rad olika förtroendeuppdrag, han var bland annat ledamot stadsfullmäktige 1916–1942 samt landstingsman från 1932, ordförande i hälsovårdsberedningen, vice ordförande i förvaltningsutskottet, lasarettsdirektionen, ordförande i bostadssaneringskommittén och ledamot i flera kommunala styrelser och nämnder. Gerdner var styrelseordförande i Jönköpingsbygdens sparbank, styrelseledamot i AB Skånska bankens avdelningskontor och flera andra bolag samt Svenska Pappersengrosförbundet. Han var ordförande i Folkpartiets valkrets förbunds arbetsutskott och ledamot i FP:s verkställande utskott. Han företog resor till Tyskland flera gånger från 1904, Holland 1913, England 1929, Frankrike 1937 och Schweiz 1939.

## Familj
Gustaf Gerdner gifte sig 1904 med Ester Hansson (1880–1951). Paret fick flera barn, bland andra tandläkaren Sig-Britt Linder (1906–1998), en tid gift med Erik Hjalmar Linder och mor till Anders och Lars Linder, samt docent Gunnar Gerdner (född 1913).